# Comitato speciale per la Transcaucasia
Il Comitato speciale per la Transcaucasia (noto con il nome Ozakom, Osobyi Zakavkazskij Komitet, in russo Особый Закавказский Комитет?), creato il 9 marzo 1917, fu l'organo di amministrazione civile per la regione della Transcaucasia e delle aree dell'Impero ottomano occupate dall'esercito russo. Il governo provvisorio russo mise a capo del Comitato il deputato della Duma di Stato V. A. Kharlamov, che pertanto sostituiva il viceré di nomina imperiale, il granduca Nikolaj Romanov. Ebbe il sostegno dell'Armata Bianca.
Il comitato doveva svolgere il suo compito seguendo le direttive del governo centrale di Pietrogrado provenienti dal commissario per gli Affari del Caucaso; inoltre il suo ruolo esecutivo era anche limitato dalle attività dei soviet, dominati dalle forze mensceviche, favorevoli alla continuazione della guerra.
Furono nominati anche dei nuovi commissari per gli oblast' di Terek e Kuban'.
L'influenza sovietica inoltre crebbe in tutta l'area e venne organizzato un influente centro regionale a Tblisi, grazie alla lealtà dei russi armeni.